# The Poet (album)
Pour les articles homonymes, voir The Poet.
Albums de Bobby Womack
Roads Of Life
(1979) Poet II
(1984)
The Poet est un album de Bobby Womack, sorti en 1981. 

## L'album
Bobby Womack cherche à revenir sur le devant de la scène après les échecs et les déboires qu'il accumule à la fin des années 1970 (drogue, mort de son fils, album country etc.) Il quitte le label Arista et joint l'indépendant Beverly Glen. L'album qu'il produit alors lui permet de retrouver la tête du classement des albums de R&B, occupant même les trois premières places du classement des singles. If you think you're lonely now atteint la troisième place aux États-Unis. Il fait partie des 1001 Albums You Must Hear Before You Die. 

### Titres
| 1. | So Many Sides of You  | Bobby Womack, Jim Ford                    | 3:44 |
| 2. | Lay Your Lovin' on Me | Bobby Womack, Patrick Moten, Sandra Sully | 4:03 |
| 3. | Secrets               | Bobby Womack, Jim Ford                    | 3:54 |
| 4. | Just My Imagination   | Bobby Womack                              | 5:05 |
| 5. | Stand Up              | Cecil Womack (en)                         | 3:30 |

| 6. | Games                          | Bobby Womack, Roger Dollarhide               | 6:51 |
| 7. | If You Think You're Lonely Now | Bobby Womack, Patrick Moten, Richard Griffin | 5:30 |
| 8. | Where Do We Go from Here       | Bobby Womack, Jim Ford                       | 6:40 |

### Musiciens
- Bobby Womack : guitare, voix
- Nathan East, David Sheilds : basse
- Dorothy Ashby : harpe, percussions
- David T. Walker : guitare
- Eddie Brown, Paulinho da Costa : percussions
- James Gadson : batterie
- Patrick Moten, Dale Ramsey : claviers
- Regina Womack, Sally Womack, Vincent Womack, Tondalei : claquement de mains
- Cecil Womack, Curtis Womack, Friendly Womack, The Waters, Richard Griffin, Fernando Harkless, Johnny Parham, Jon Rami : chorale.